# Вайнблат, Семён Ильич
Семён Ильи́ч Ва́йнблат (укр. Семен Ілліч Вайнблат; род. 1936, Одесса, Украинская ССР, СССР) — украинский поэт и журналист член Союза журналистов СССР (с 1986), член Национального союза журналистов Украины (с 1991), Южнорусского союза писателей (с 2009) и Конгресса литераторов Украины (с 2010). В 1983 году основал одесский городской эсперанто-клуб «Белая акация», а в 1985 году стал его председателем. В 2006—2009 годах — президент Украинской эсперанто-ассоциации.

## Биография
Родился в 1936 году в Одессе. В 1941—1944 годах вместе с родителями находился в авиационной части действующей Красной Армии.
После окончания в Одессе десятилетки отслужил в 1954—1957 годах рядовым срочную службу в советской армии. До получения высшего образования был на разных работах: рабочим в геологоразведочной экспедиции Одесского проектного института № 3, где брал образцы грунтов для строительства города Ильичевска; прессовщиком на Одесском заводе металлоизделий; учителем русского и украинского языков в школе на железнодорожной станции Кремидовка (Одесская область, Коминтерновский район).
В 1965 году окончил русское отделение филологического факультета Одесского государственного университета им. Ильи Мечникова. Преподавал русский язык и литературу в одесских техникумах: нефтяном и промавтоматики. В 1963—1995 годах работал в крупнейшем в Одессе республиканском книжном издательстве «Маяк», где, пройдя всю должностную цепочку (корректор, редактор, старший редактор, заведующий редакцией), отредактировал в общей сложности более 300 книг. В 1995—2002 гг. — методист исторического факультета Южноукраинского педагогического университета им. К. Д. Ушинского.
С юности пишет стихи и занимается журналистикой на русском языке и эсперанто. Публикуется на Украине: журналы «Горизонт», «Дерибасовская-Решильевская», газеты «Моряк», «Вечерняя Одесса» и др.; а также за рубежом: журналы Hungara Vivo, («Венгерская жизнь»), Bulgara esperantisto («Болгарский эсперантист»), и другие.
Автор многих стихотворных переводов. В частности, с эсперанто на русский язык им переведены гимн эсперантистов «La Espero» («Надежда») Л. Заменгофа, а также его известные стихотворения «Ho, mia kor'» («О, мое сердце!») и «Preĝo sub verda standardo» («Молитва под зелёным знаменем»). С иврита на русский С. Вайнблатом переведены песни Наоми Шемер: «Золотой Иерусалим», «Пусть всё это», «Мёд и жало». С идиша на русский: Ицик Мангер (в СССР был запрещен), Хаим Бейдер, Эли Бейдер и др. (всего 11 поэтов). С русского языка на эсперанто С. Вайнблат перевёл более 100 песен и романсов: Владимир Высоцкий, Редьярд Киплинг, Михаил Львовский, Юрий Михайлик, Булат Окуджава и др. С украинского на эсперанто переведены украинский гимн «Ще не вмерла Украïна» П. Чубинского, украинские народные песни, стихи Тараса Шевченко, Олексы Влызько (этот поэт впервые переведен на эсперанто). С. Вайнблат переводит на русский язык также с арабского и польского.
Преподаватель языка эсперанто, курс которого прошли около 600 эсперантистов СССР-СНГ. Участник Всемирных эсперанто-конгрессов в Польше и Литве, многих эсперанто-встреч и конференций, — в частности, 24-х Одесско-Кишиневских встреч.
В 1994—1998 — заместитель главного редактора еврейского литературно-художественного журнала «Маме-лошн» (с ивр. — «Родной язык»). С 1997 г. — руководитель литературной студии «Откровение», 11 членов которой выпустили в свет свои поэтические сборники: В. Бондарчук, А. Вайнгауз, С. Донская, К. Кайков, Н. Манок, Р. Обухова, Ю. Самарина, А. Шафир, И. Шафир, Г. Шмульян, С. Шрибер-Михайлевская.
В 1998—2006 гг. — основатель и главный редактор газеты «Гмилус хесед» (с ивр. — «Добрые дела») (Благотворительного центра «Гмилус хесед»). Главный редактор газеты «Доброе дело» (Благотворительного фонда «Хесед Шаарей Цион»).
Автор и исполнитель бардовских песен, дипломант Международного песенного фестиваля «Музыкальный лев» (Львов, 2007 г.).